# Vörös köpködőkobra
A vörös köpködőkobra (Naja pallida) Északkelet-Afrikában honos kobrafaj. Élénk színű változatait terráriumokban is tartják, de mivel támadása akár végleges vakságot is okozhat, csak tapasztalt terraristának ajánlott.

## Megjelenése

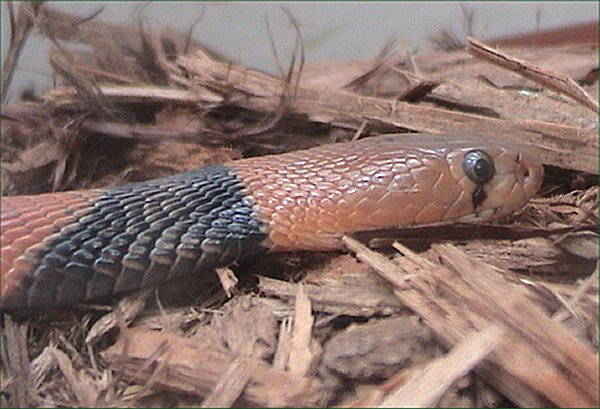
Fiatal kobra

A többi kobrafajhoz képest viszonylag kis méretű, 70-120 centiméteresre nő meg, de ritka esetekben a 150 cm-t is elérheti. Teste karcsú, kissé ellaposodó, a farokrészen hengeres. Feje lapos, a nyaktól csak kissé különül el, orra kerek. Fenyegető pózban a vörös köpködőkobra is szétterjeszti csuklyáját, ami azonban keskenyebb, mint az indiai kobráé. Szemei közepesen nagyok, pupillája kerek.
Leglátványosabb és legismertebb színváltozata Dél-Kenyában és Észak-Tanzániában él. Ezek a kobrák fiatalon narancsvörös vagy lazacvörös színűek, ahogy idősebbek lesznek, a színük vörösbarnára változik. Csuklyájuk torki részének alsó felét széles, kontrasztos fekete vagy sötétkék keresztsáv takarja. Egyes példányainak (főleg elterjedési területének középső és nyugati részein) torkán két-három fekete sáv is látható. Szemük alatt sötét, könnycseppszerű folt található. Hasuk is vörös, torkuk néha krémfehér lehet. Egyéb változatai lehetnek sárga, rózsaszínes, szürkésrózsaszín, halványvörös vagy acélszürke színűek. Egyes kobrák toroksávja idősödésükkel elhalványul vagy teljesen eltűnik.
A fajt korábban a mozambiki köpködőkobra (Naja mossambica) alfajaként (N. mossambica pallida) tartották nyilván, de ma már külön fajnak számít. Legközelebbi rokona a núbiai köpködőkobra (Naja nubiae), amelyet 2003 óta ismernek el, korábban a N. m. pallida északi populációjának tartották. 

## Elterjedése
A vörös köpködőkobra Északkelet-Afrikában él, Szomáliában, Etiópiában, Dzsibutiban, Eritreában, Szudánban, Dél-Szudánban, Dél-Egyiptomban, Kenyában és Észak-Tanzániában. A száraz szavannák, félsivatagok lakója, mintegy 1200 méteres magasságig. Elsősorban vízlelőhelyek környékén lehet találkozni vele.

## Életmódja

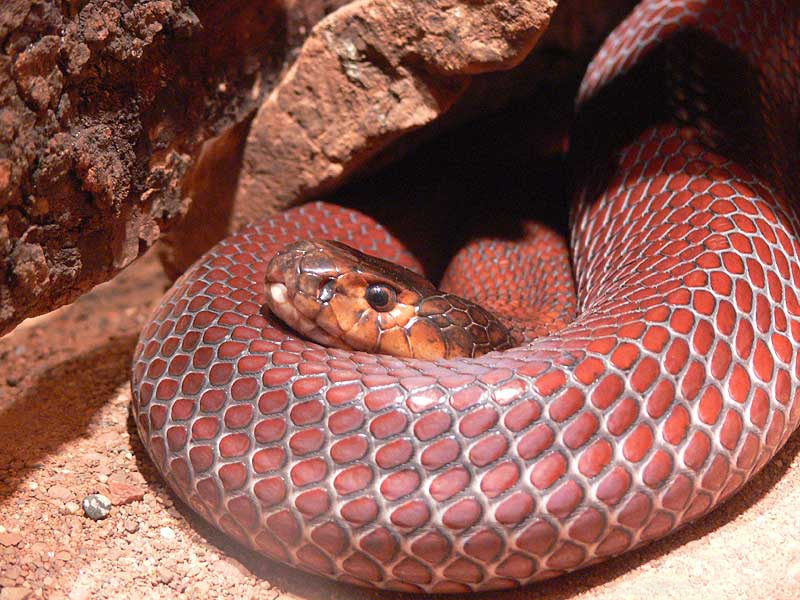

A felnőtt kobrák éjjeli állatok, míg a fiatalok inkább nappal aktívak; ennek egyik oka az lehet, hogy a kifejlett egyedek megeszik náluk kisebb fajtársaikat. Amikor nem járnak zsákmány után, termeszvárakban, odvas fatörzsekben, föld alatti járatokban rejtőznek el. Étrendjének legnagyobb részét a kétéltűek teszik ki, de alkalomadtán megeszi a rágcsálókat és egyéb kisemlősöket, madarakat vagy kígyókat is. A falusi házak környékéről néha elviszik a csirkéket.
Ha fenyegetve érzi magát, a vörös köpködőkobra felemeli testének elülső részét, kifeszíti csuklyáját és riasztóan sziszeg. Ha támadója nem vonul vissza, méregfogaiból kis adag mérget spriccel annak arcába. Egyszerre méregmirigyének kb. 1,5%-át lövelli ki, egymás után akár 40-szer is tud mérget köpni. Ha a méreg a támadó szemébe kerül, ott égető fájdalmat és ideiglenes vagy akár végleges vakságot okoz. Végszükség esetén megmarja háborgatóját, de harapása emberre csak elvétve halálos. Élőhelye miatt egyébként is csak ritkán találkozik emberrel és ha módja van rá, menekül előle.
Tojásrakással szaporodik, a nőstény 6-21 tojást helyez a fészekben.

## Mérge
A kígyóméreg a többi kobrához hasonlóan posztszinaptikus neurotoxinokat és feltehetően kardiotoxinokat tartalmaz. A marás környéke megduzzad, kivörösödik, felhólyagosodik, esetleg néhány napon belül helyi szövetelhalás lép fel. Az egyéb tünetek közé fejfájás, hányinger, hányás, szédülés, izomrángás, idegbénulás tartozik. Utóbbi enyhébb esetben az ajkak, ujjak és nyelv érzéketlenségével, extrém esetben a légzőizmok bénulása miatt halállal jár. A szembe került kígyóméreg erőteljes fájdalommal jár és károsítja a kötőhártyát és a szaruhártyát. Másodlagos bakteriális fertőzés is felléphet és a végkimenetel akár a végleges vakság is lehet. A méreg LD50-értéke egerekben 2 mg/testsúlykg. 2011-ben egy dél-afrikai kígyógyűjtő meghalt, miután vörös köpködőkobrája fotózás közben arculköpte. A méreg feltehetően behatolt az orrüregébe és anafilaxiás sokkot okozott. 

## Fordítás
- Ez a szócikk részben vagy egészben  a   Red spitting cobra című angol Wikipédia-szócikk ezen változatának fordításán alapul.  Az eredeti cikk szerkesztőit annak laptörténete sorolja fel. Ez a jelzés csupán a megfogalmazás eredetét és a szerzői jogokat jelzi, nem szolgál a cikkben szereplő információk forrásmegjelöléseként.